# О’Донохью, Колин
Ко́лин А́ртур Дже́ффри О’До́нохью (англ. Colin Arthur Jeffery O'Donoghue, род. 26 января 1981, Дроэда) — ирландский актёр телевидения, театра и кино, наиболее известный по роли Капитана Киллиана «Крюка» Джонса в телесериале «Однажды в сказке».

## Ранняя жизнь и образование
Колин родился и вырос в Дроэде в графстве Лаут в римско-католической семье Кона и Мэри О’Донохью. Сперва он учился в местных школах, а затем поступил в школу актёрского мастерства «Гайрети» в Дублине. В шестнадцать лет О’Донохью на месяц отправился в Париж для изучения французского языка.

## Карьера
Ранняя карьера О’Донохью была связана как с театром, так и с работами на телевидении в Ирландии и Великобритании. В 2003 году он получил награду «Ирландского кино и телевидения» в категории «Лучший новый талант» за роль Нормана в фильме «Домой на Рождество».
Он исполнил роль Филиппа, герцога Баварского в эпизоде третьего сезона исторического телесериала «Тюдоры» в 2009 году. В 2011 у О’Донохью состоялся голливудский дебют в драматическом фильме «Обряд», где он сыграл наряду с Энтони Хопкинсом. Для прослушивания в фильме О’Донохью специально подготовил видео в домашней студии его друзей и отправил в Соединенные Штаты.
В 2012 году О’Донохью получил роль Капитана Киллиана «Крюка» Джонса во втором сезоне культового телесериала ABC «Однажды в сказке». В 2014 году он получил главную роль в независимом фильме «Песчаная буря».
В 2003—2013 годах играл на гитаре и пел в ирландской группе The Enemies, которую ему пришлось покинуть в связи с плотным графиком съёмок «Однажды в сказке».
Кристина Перри написала песню "The Words", которая посвящена паре Капитана Крюка и Эммы Свон, персонажам О’Донохью и Дженнифер Моррисон в сериале «Однажды в сказке».

## Личная жизнь
О’Донохью женился на школьной учительнице Хелен 2 июля 2009 года. У супругов есть сын Эван (род. 2013) и дочь Милли (род. 2017).

## Фильмография

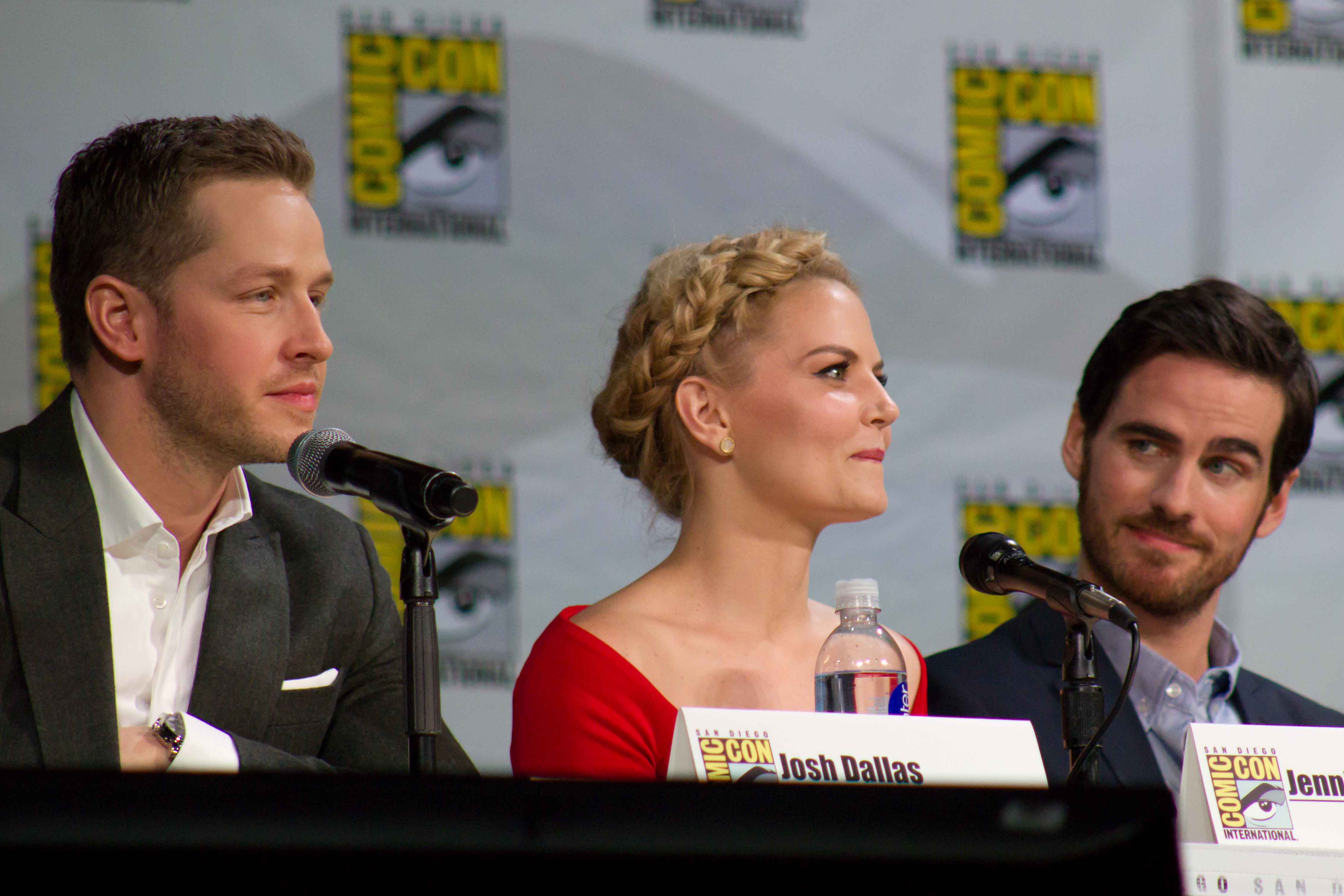
Колин О’Донохью с коллегами по телесериалу «Однажды в сказке» Джошем Далласом и Дженнифер Моррисон на San Diego Comic-Con International в июле 2014 года.

| Год       |     | Русское название      | Оригинальное название | Роль                         |
| --------- | --- | --------------------- | --------------------- | ---------------------------- |
| 2001      | с   | Мятежное сердце       | Rebel Heart           | Роу                          |
| 2002      | тф  | Домой на Рождество    | Home For Christmas    | Норман Квестед               |
| 2004      | с   | Любовь – это наркотик | Love is the Drug      | Питер                        |
| 2005      | с   | Доказательство        | Proof                 | Джейми                       |
| 2005      | с   | Город-сказка          | Fair City             | Эммет Фитцжеральд            |
| 2006      | кор | 24/7                  | 24/7                  | Ник                          |
| 2006—2008 | с   | Клиника               | The Clinic            | Конор Эллиотт                |
| 2009      | кор |                       | The Euthanizer        | Бен                          |
| 2009      | тф  | Безумные декабри      | Wild Decembers        | молодой охранник             |
| 2009      | с   | Тюдоры                | The Tudors            | Филипп, герцог Баварский     |
| 2011      | тф  | Идентификация         | Identity              | Джон Блум                    |
| 2011      | ф   | Обряд                 | The Rite              | Майкл Ковак                  |
| 2012      | ф   | Хранилище 24          | Storage 24            | Марк                         |
| 2012—2018 | с   | Однажды в сказке      | Once Upon a Time      | Капитан Киллиан «Крюк» Джонс |
| 2016      | ф   | Песчаная буря         | The Dust Storm        | Бреннан                      |
| 2016      | ф   | Кэрри Пилби           | Carrie Pilby          | профессор Харрисон           |

## Театр
| Год | Постановка                                 | Оригинальное название        | Роль | Театр                                  |
| --- | ------------------------------------------ | ---------------------------- | ---- | -------------------------------------- |
|     | Затмение                                   | Eclipse                      |      | Королевский национальный театр, Лондон |
|     | Аоиф и Изобель                             | Aoife and Isobel             |      | Project Theatre, Дублин                |
|     | Сон в летний день                          | The Dream of a Summer’s Day  |      | Storytellers Theatre Company, Дублин   |
|     | Евгений Онегин — гастрольное представление | Eugene Onegin — The Roadshow |      | Something Different Theatre Company    |
|     | Отъезд                                     | Leaving                      |      | Quarehawks Theatre Company             |
|     | Лунный свет Микки                          | Moonlight Mickey’s           |      | Calipo Theatre Company                 |
|     | Отелло                                     | Othello                      |      | Second Age Theatre Company             |
|     | Удалённые острова                          | Outlying Islands             |      | Island Theatre Company                 |
|     | Небесный путь                              | Sky Road                     |      | Theatre Royal, Уотерфорд               |
|     | Укрощение строптивой                       | The Taming of the Shrew      |      | Rough Magic Theatre Company            |
|     | Гуляя по дороге                            | Walking The Road             |      | Axis Theatre                           |
|     | Чего желает мёртвый                        | What the Dead Want           |      | Project Theatre, Дублин                |